# Montecassino

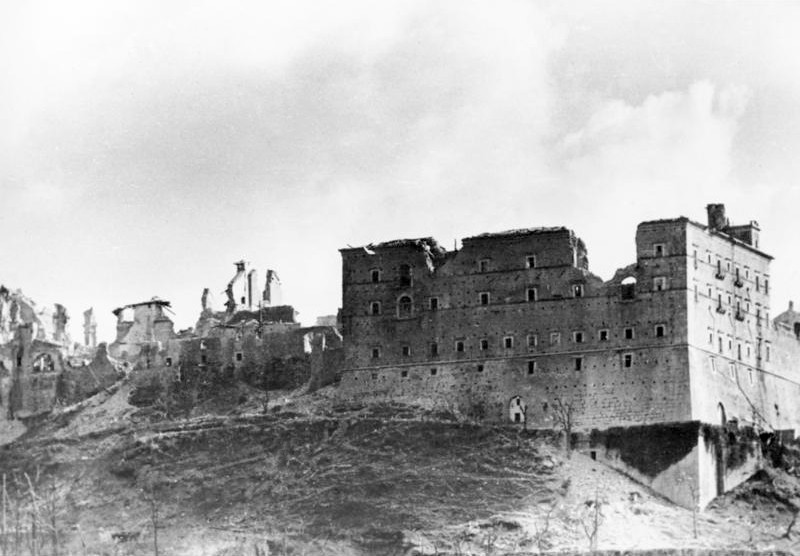
L'abbazia di Montecassino distrutta a seguito dei bombardamenti alleati

Montecassino è un rilievo di 516 metri di altitudine, situato nella parte meridionale della provincia di Frosinone e posto a occidente del centro abitato di Cassino.

## Geografia

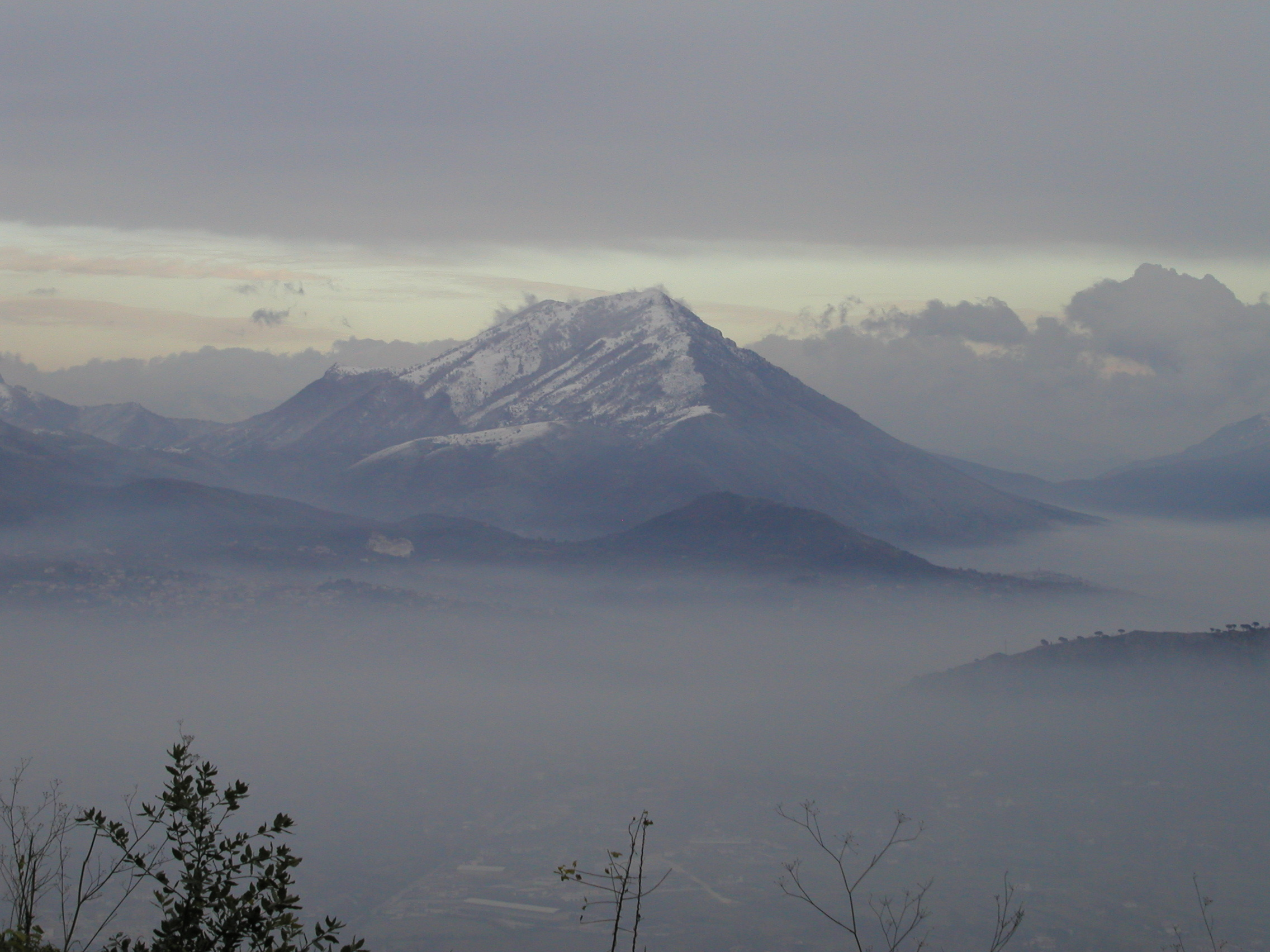
La vista che si ammira da Montecassino

Ubicato nel Subappennino laziale, il monte, costituito da rocce calcaree, rappresenta la parte meridionale della Valle Latina meglio chiamata Valle del Liri. Nonostante la modesta altitudine si presenta alquanto aspro e impervio; la vegetazione è assai scarsa, composta essenzialmente da querce e olivi. I terrazzamenti che si aprono verso la piana di Cassino hanno origine antropica.
Montecassino è una collina rocciosa posta a circa 100 chilometri a nord di Napoli e a circa 130 chilometri (81 miglia) a sud-est di Roma, nella Valle Latina, in Italia, a 2 chilometri (1.2 miglia) a ovest della città di Cassino e 520 m (1.706.04 piedi) altitudine. Sito nella città romana di Casinum, è meglio conosciuto per la sua abbazia, prima casa dell'Ordine dei Benedettini, fondata dallo stesso Benedetto da Norcia.

## Storia
Attorno all'anno 529, San Benedetto da Norcia stabilì su questo rilievo il proprio primo monastero, dal quale derivò l'ordine benedettino. È stato grazie alla comunità di Monte Cassino che la Regola di San Benedetto fu composta.
Il primo monastero di Monte Cassino fu saccheggiato dagli invasori Longobardi intorno al 570 e abbandonato. Del primo monastero non si sa quasi nulla. Il secondo monastero fu fondato da Petronax di Brescia intorno al 718, su suggerimento di papa Gregorio II e con il sostegno del duca longobardo Romualdo II di Benevento. Era soggetta direttamente al papa e molti monasteri in Italia erano sotto la sua autorità. Nell'883 il monastero fu saccheggiato dai Saraceni e nuovamente abbandonato. La comunità dei monaci risiedeva prima a Teano e poi dal 914 a Capua prima che il monastero fosse ricostruito nel 949. Durante il periodo dell'esilio, nella comunità furono introdotte le Riforme Cluniacensi.
Nel marzo del 960, un possidente laico denunciò il monastero per il possedimento di alcuni terreni vicini, il quale, invece, a sua volta giudicava propri. Per l'emanazione della sentenza, i giudici preferirono scrivere il documento, oltre che in latino, anche nella lingua volgare parlata nel principato di Capua, per farsi comprendere da alcuni testimoni illetterati: si tratta del più antico documento redatto in un volgare italiano, il noto "Placito capuano".
L'XI e il XII secolo furono il periodo d'oro dell'abbazia. Acquisì un vasto territorio secolare intorno a Monte Cassino, la cosiddetta Terra Sancti Benedicti ("Terra di San Benedetto"), che fortificò pesantemente con castelli. Mantenne buoni rapporti con la Chiesa d'Oriente, ricevendo anche il patrocinio degli imperatori bizantini. Ha incoraggiato le belle arti e l'artigianato impiegando artigiani bizantini e persino saraceni. Nel 1057, papa Vittore II riconobbe l'abate di Monte Cassino come prioritario su tutti gli altri abati. Molti monaci furono elevati a vescovi e cardinali e tre papi furono tratti dall'abbazia: Stefano IX (1057–58), Vittore III (1086–87) e Gelasio II (1118–19). Durante questo periodo la cronaca del monastero fu scritta da due suoi membri, il cardinale Leone di Ostia e Pietro il diacono (che ha anche compilato il cartulario).
Nel XIII secolo iniziò il declino del monastero. Nel 1239, l'imperatore Federico II vi presidiò le truppe durante la sua guerra con il papato. Nel 1322, Papa Giovanni XXII elevò l'abbazia a sede vescovile, ma questa fu soppressa nel 1367. Gli edifici furono distrutti da un terremoto nel 1349 e nel 1369 Papa Urbano V chiese un contributo a tutti i monasteri benedettini per finanziare la ricostruzione. Nel 1454 l'abbazia fu posta in commenda e nel 1504 fu assoggettata all'Abbazia di Santa Giustina a Padova.
Nel 1799, Monte Cassino fu nuovamente saccheggiata dalle truppe francesi durante le guerre rivoluzionarie francesi. L'abbazia fu sciolta dal governo italiano nel 1866. L'edificio divenne monumento nazionale con i monaci come custodi dei suoi tesori. Durante la seconda guerra mondiale, il luogo divenne celebre come teatro dell'omonima battaglia di Cassino, svoltasi nel 1944, e che provocò fra l'altro la distruzione del complesso a causa dei bombardamenti alleati. L'abbazia fu successivamente ricostruita dopo la fine del conflitto.
Dopo le riforme del Concilio Vaticano II il monastero era una delle poche abbazie territoriali rimaste all'interno della Chiesa cattolica. Il 23 ottobre 2014, Papa Francesco ha applicato all'abbazia le norme del motu proprio Ecclesia Catholica di Paolo VI (1976) , rimuovendo dalla sua giurisdizione tutte le 53 parrocchie e riducendo la sua giurisdizione spirituale all'abbazia stessa - pur mantenendo il suo status come abbazia territoriale. L'ex territorio dell'Abbazia, ad eccezione del terreno su cui sorgono la chiesa abbaziale e il monastero, fu trasferito alla diocesi di Sora-Cassino-Aquino-Pontecorvo.  Allo stesso tempo Papa Francesco ha nominato padre Donato Ogliari nuovo abate come 192º successore di san Benedetto.  A partire dal 2015, la comunità monastica è composta da tredici monaci. 
Il luogo è stato visitato da varie autorità ecclesiastiche, inclusa una visita di Papa Benedetto XVI nel maggio 2009.
Nel 2011 è stato pubblicato dal Club Alpino Italiano il libro "Sentieri per Montecassino, guida all'escursionismo culturale della montagna".

## Ciclismo
Per il settantesimo anniversario del bombardamento dell'abbazia, il 15 maggio 2014 per la prima volta nella sua storia il Giro d'Italia giunse su Montecassino con la sua sesta tappa. Partita da Sassano, ha visto la vittoria dell'australiano Michael Matthews. Inizialmente di 247 km, la tappa si rivelò la più lunga del giro, poiché fu allungata di 10 km a causa di una frana nel comune di Polla.
L'ascesa a Montecassino presenta un dislivello di 445 m, in 8,5 km di strada, raggiunto con pendenze medie del 5% e massime del 10%; in periodi primaverili ed estivi è un percorso molto frequentato dai cicloamatori.
Nel 2011 ospitò un arrivo di una tappa del Giro d'Italia Under-23, con partenza da Benevento, vinta dal ciclista colombiano Winner Anacona.